# FAM109A
FAM109A (англ. Family with sequence similarity 109 member A) – білок, який кодується однойменним геном, розташованим у людей на 12-й хромосомі. Довжина поліпептидного ланцюга білка становить 249 амінокислот, а молекулярна маса — 27 215.
| 10         |  | 20         |  | 30         |  | 40         |  | 50         |
| ---------- |  | ---------- |  | ---------- |  | ---------- |  | ---------- |
| MKLNERSLAF |  | YATCDAPVDN |  | AGFLYKKGGR |  | HAAYHRRWFV |  | LRGNMLFYFE |
| DAASREPVGV |  | IILEGCTVEL |  | VEAAEEFAFA |  | VRFAGTRART |  | YVLAAESQDA |
| MEGWVKALSR |  | ASFDYLRLVV |  | RELEQQLAAV |  | RGGGGMALPQ |  | PQPQSLPLPP |
| SLPSALAPVP |  | SLPSAPAPVP |  | ALPLPRRPSA |  | LPPKENGCAV |  | WSTEATFRPG |
| PEPPPPPPRR |  | RASAPHGPLD |  | MAPFARLHEC |  | YGQEIRALRG |  | QWLSSRVQP  |

A: Аланін

C: Цистеїн

D: Аспарагінова кислота

E: Глутамінова кислота

F: Фенілаланін

G: Гліцин

H: Гістидин

I: Ізолейцин

K: Лізин

L: Лейцин

M: Метіонін

N: Аспарагін

P: Пролін

Q: Глутамін

R: Аргінін

S: Серин

T: Треонін

V: Валін

W: Триптофан

Кодований геном білок за функцією належить до фосфопротеїнів. 
Задіяний у такому біологічному процесі, як альтернативний сплайсинг. 
Локалізований у цитоплазматичних везикулах, апараті гольджі, ендосомах.